# Миронюк Віра Михайлівна
Ві́ра Миха́йлівна Мироню́к (* 1945) — відмінник народної освіти УРСР (1987), заслужений учитель України (2001).

## Життєпис
Народилась 1945 року в селі Середньобіла Іванівського району Амурської області. 1963 року закінчила Поліську середню школу № 2, 1968-го — Київський педагогічний інститут ім. Горького.
Протягом 1968—1990 років — учитель фізики Кухарівської ЗОШ Іванківського району, в 1990—1993 роках — директор цієї ж школи. 1987 року відзначена почесним знаком «Відмінник народної освіти УРСР». З 1993 по 2002 рік — заступник директора з навчально-виховної роботи Кухарівської школи, з 2002 року й надалі — директор цієї школи. З 2000 року має звання старшого вчителя.
У часописі «Світло» 2000 року надрукована її розробка позакласного заходу «Фізика для нас не просто звук».
2001 року була делегаткою II Всеукраїнського з'їзду вчителів України.
Нагороджена Почесною грамотою міністерства освіти і науки України. 2010 року її ім'я занесене до Книги педагогічної слави України.